# Heliofília

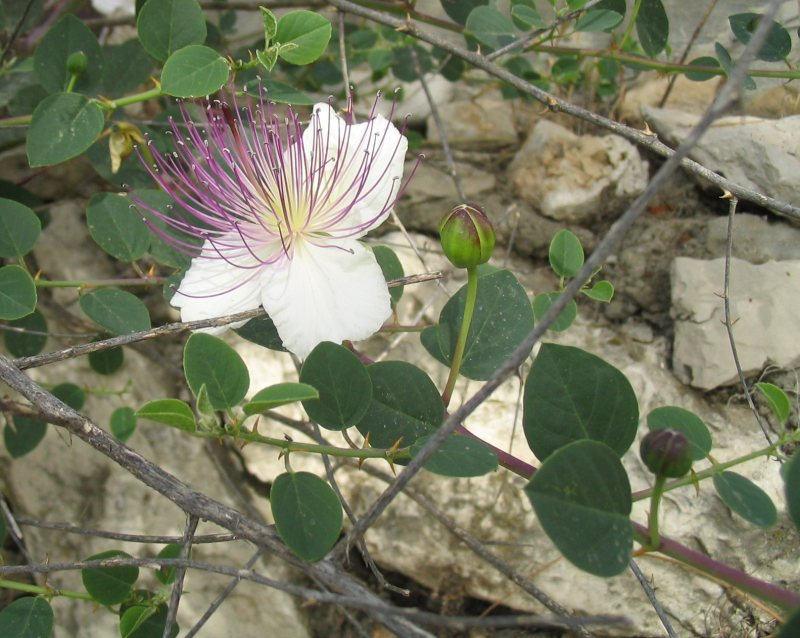
Les tapereres són unes típiques plantes heliòfiles

L'heliofília, del grec Helio (sol) i filo (amic), es refereix a les plantes que necessiten molta quantitat de llum, o sia, el sol directe i una forta exposició a la llum del sol i en canvi no suporten les condicions d'ombra (les de les plantes anomenades esciòfiles).
Aquestes plantes en general provenen de les latituds baixes on l'angle de la llum solar durant l'estació de creixement de l'any és capaç de satisfer les demandes de les espècies botàniques. Aquestes condicions es verifiquen tant en les zones tropicals com en les regions temperades càlides, mentre que a les regions temperades fredes, la inclinació dels raigs solars només poden satisfer les necessitats de les plantes heliòfiles unes poques hores al dia.
Cal assenyalar, però, que les plantes amants de la llum també poden adaptar-se a les latituds altes, sempre que no estiguin en condicions d'ombra. Independentment de la latitud, les plantes heliòfiles prefereixen associacions de plantes no tancades com la del bosc caducifoli, la vegetació en forma de parc o el matollar obert mediterrani.
Des del punt de vista agronòmic, el cultiu de les espècies de plantes heliòfiles necessita una configuració especial dels següents elements, a més de les altres necessitats:
- Nombre de plantes per unitat de superfície (tenir una densitat baixa de plantes)
- Tipus de disposició de les plantes. En general serà avantatjosa una distància uniforme entre les fileres i al llarg de les fileres per a garantir una il·luminació uniforme també als costats de la capçada.
- L'orientació de les fileres. Les plantes heliòfiles en les regions d'alta latitud aprofiten que la direcció de les fileres sigui la de nord-sud.
- Geometria i mida de la capçada que garanteixi una il·luminació uniforme de totes les branques .
- Esporga. Té com a objectiu també regular l'equilibri entre les diferents branques per evitar l'ombrejat entre elles.
- Fer cultius associats.